# Bassel Shehadeh
Bassel Shehadeh (en arabe : باسل شحادة) est un réalisateur, journaliste-citoyen et militant pacifiste syrien, né le 31 janvier 1984 à Damas et mort le 28 mai 2012 à Homs.
Début 2011, il participe à l'une des toutes premières manifestations pacifiques à Damas, avec d'autres artistes et intellectuel, dans le quartier al-Midan de Damas, dénonçant la répression des gouvernements lors du printemps arabe et emprisonné.
Libéré, il obtient une bourse pour étudier aux États-Unis mais abandonne ses études à l'université de Syracuse, pour retourner en Syrie, afin de participer à la Révolution syrienne  pour y filmer et documenter les assauts et bombardements perpétrés par les forces du régime syrien sur la ville de Homs, et pour former de jeunes syriens à a photographie et au cadrage. Il est tué lors d'un assaut du gouvernement dans le quartier d'al-Safsafa. Ses obsèques, à l'église, sont interdites par le régime.

## Biographie
Bassel Shehadeh naît à Damas le 31 janvier 1984 dans une famille d’intellectuels de confession chrétienne. Sa mère est ingénieure et son père professeur de génie mécanique à l’université de Damas. Il a un frère, Alaa et une sœur, Maria,.

### Études et formation
Après avoir terminé ses études secondaires, Bassel Shehadeh s’inscrit à l’école des technologies de l’information de l’Université de Damas en 2001. Il y obtient un diplôme d'ingénieur en informatique en 2006, avec spécialisation en intelligence artificielle. Bassel Shehadeh prend ensuite une pause dans ce domaine pour étudier l'archéologie et travailler avec les Nations unies dans l'un de leurs bureaux à Damas.

### Intérêt pour la réalisation de films et voyage aux États-Unis
Bassel Shehadeh se passionne pour le tournage, la photographie et la musique. Il produit plusieurs courts métrages, notamment « Saturday Morning Gift », « Carrying Eid to Camps » et « Brakes ». 
En 2011, Bassel Shehadeh reçoit une bourse Fulbright pour poursuivre une maîtrise en production cinématographique à l'Université de Syracuse. Il y part après avoir été libéré de prison, où il avait été enfermé pour avoir participé à une manifestation dans le quartier d'al-Midan à Damas, en février 2011, au côté d'autres artistes et intellectuels, et après avoir effectué un road-trip jusqu'en Inde. Bassel Shehadeh est inscrit à l'Université de Syracuse pour le semestre d'automne 2011.
Il voyage beaucoup pendant son séjour aux États-Unis, filmant et photographiant les événements de « Occupy Wall Street », tout en réalisant des entretiens avec plusieurs intellectuels américains. Singing to Freedom (« Chanter pour la Liberté »), qu'il produit en 2011, comprend des interviews de nombreux intellectuels en vue, dont Noam Chomsky, sur leur vision de la résistance pacifique contre des gouvernements dictatoriaux. À la fin du semestre d'automne à Syracuse, Bassel Shehadeh décide de sacrifier ses études pour documenter les horreurs dans son pays natal en retournant à son activisme pacifique pour la révolution en Syrie, pour s'impliquer davantage et défendre le caractère non-violent de la révolution,,,. « Je ne pouvais pas être absent alors que la révolution se produit. Je devais revenir. On peut toujours étudier plus tard » déclare-t-il lors d'une interview.

### Activisme au cours de la Révolution syrienne
Aux côtés de Maya Milai et Amer Matar, Bassel Shehadeh appelle à un sit-in le 31 janvier 2011 devant l'ambassade d'Égypte à Damas, afin de manifester contre la répression du régime d'Hosni Moubarak à l'encontre des manifestants égyptiens. Les forces de sécurité syriennes dispersent le sit-in par la force et arrêtent des manifestants. Pendant le soulèvement syrien de mars 2011, Bassel participe à de nombreuses activités impliquant la résistance pacifique. Après un voyage de plusieurs semaines à l'étranger, il rentre en Syrie et rejoint une manifestation d'intellectuels à Damas le 13 juillet 2011, où il est arrêté. Il est ensuite frappé par des agents de la sécurité et endure des souffrances, aggravées par son diabète, lors de son incarcération.
L'emprisonnement de Shehadeh n'entame pas sa persévérance. Il devient une icône du mouvement non-violent et lance le projet de « l'argent de la liberté » à Damas et filme de nombreuses manifestations pacifiques, ainsi que les forces de sécurité qui les attaquent. Après son retour des États-Unis, Bassel Shehadeh se porte volontaire pour travailler comme journaliste et témoigner devant de nombreux médias. Il s'installe à Homs en mars 2012, au moment de l'intensification des opérations militaires menées par le gouvernement syrien dans cette ville, Homs fin 2011, où il a formé des jeunes activistes aux métiers de l’image et du son tout en documentant lui-même les manifestations dans la ville, devenue le symbole de la révolution, à laquelle le régime a répondu par le siège de quartiers entiers,,. Il y reste presque trois mois, jusqu'à sa mort,. Là-bas, il réussit à filmer les bombardements du gouvernement et à former des apprentis journalistes et photographes sur la technique du montage vidéo,. Il forme notamment le producteur Ahmad Al-Assam (dit Ahmad Abu Ibrahim), qui a filmé de nombreuses vidéos et produit de nombreux reportages sur la Syrie.
Bassel Shehadeh commence la production d'un court métrage à Homs intitulé I Will Cross Tomorrow (« Je traverserai demain ») : il s'y filme, esquivant des tirs pour traverser une rue, afin de documenter le grave danger dans lequel se trouvent les habitants de Homs qui souhaitent traverser la rue pour aller acheter du pain, en raison de la présence de snipers : « Frère tireur, je vais passer demain. Vous pouvez me tuer si vous voulez. Mais mes amis vont voir ces images et vos enfants aussi. »,.

## Décès
Le 28 mai 2012, Bassel Shehadeh est visé et tué par un obus du régime, avec un groupe d'activistes, dont Ahmad al-Assam, son assistant et cameraman, alors qu'ils documentent les destructions causées par les bombardements des forces gouvernementales sur les quartiers d'al-Safsafa et Bab al-Sbaa, à Homs,,,. Bassel Shehadeh est enterré à Homs, selon sa volonté. Cependant, les services secrets du gouvernement interdisent au prêtre d'organiser un office pour son décès et empêchent également ses proches de se rendre à l'église, à Damas, pour prier pour lui, en imposant un siège autour de sa maison et en surveillant ses proches et ses amis. Une simple veille silencieuse est donc organisée à l'extérieur de l'église,,,.

### Réactions
L'université de Syracuse publie une déclaration condamnant sa mort :

« C’est une terrible tragédie pour la famille et les amis de Bassel en Syrie et pour tous ses camarades étudiants, professeurs et amis ici à Syracuse. Sa mort est aussi une tragédie pour le peuple syrien, qui, alors qu'il cherchait une plus grande liberté pour son pays, a subi de nombreux mois de violences tragiques. En tant que communauté universitaire, nous devons déplorer la violence insensée des forces gouvernementales syriennes qui ont coûté la vie à Bassel et à d'innombrables autres personnes au cours de ces nombreux mois. Nous espérons que l'indignation croissante de la communauté internationale et la condamnation d'hier du gouvernement syrien par le Conseil de sécurité des Nations unies créeront une voie plus pacifique et non violente vers la liberté du peuple syrien. »

Le linguiste Noam Chomsky déplore la mort d'une personne merveilleuse, courageuse.

### Hommages
Le film documentaire Syria through a lens (« La Syrie à travers un objectif ») est consacré à la vie et au travail de Bassel Shehadeh,.
Sa sœur donne son nom à une fondation syrienne pour la liberté d'expression : la Fondation Bassel Shehadeh collecte des fonds pour offrir aux jeunes Syriens des bourses et des subventions pour les aider à développer leurs compétences dans les arts et les médias.

## Filmographie
- Carrying Eid to Camps (« Porter l'Aïd dans les camps »), court documentaire sur un projet caritatif auquel Bassel Shehadeh participe pour apporter la joie de l'Aïd aux enfants touchés par la sécheresse en Syrie et vivant dans des camps de réfugiés près de Damas.
- Saturday Morning Gift (Le cadeau du samedi matin), court métrage documentaire sur les souffrances des enfants lors de la guerre du Liban en 2006.
- Brakes, documentaire qui reçoit le prix du meilleur documentaire syrien au festival de films DOX BOX 2011, et récompensé par la subvention Tamkeen[20], à propos de trois femmes qui entreprennent l’activité inhabituelle de faire du vélo à Damas, ce qui est considéré comme inapproprié pour les femmes mais néanmoins un acte de résistance libérateur.
- Children of my city[3]
- Singing to Freedom, 2010
- Merry Christmas Homs, 2011
- Our Streets, Celebrating Freedom, 2012
- I will cross tomorrow, 2012

- Le prince des abeilles[21], terminé après sa mort par Dellair Youssef[8], sur les risques de représailles contre les Alaouites après les tueries perpétrées à Banias et à Rastane en 2011 contre des sunnites.